# Michelsbach (Hörsel)
Der Michelsbach ist ein orographisch rechter Nebenfluss der Hörsel im Gebiet der Stadt Eisenach im Wartburgkreis in Thüringen.

## Verlauf
Der Michelsbach entspringt südwestlich von Hötzelsroda unweit des Mittelshofes und fließt in westliche Richtung bis an den südlichen Ortsrand von Stregda. Hier knickt er nach Süden ab und unterquert die Landstraße 1021. Vor dem Durchlass unter der ehemaligen Bundesautobahn 4 (jetzt Abschnitt der Bundesstraße 19) passiert er ein 2005 fertiggestelltes Hochwasserrückhaltebecken. Im nördlichen Stadtgebiet von Eisenach verläuft der Michelsbach stark begradigt und teilweise verrohrt in südliche Richtung bis zur Mündung in die Hörsel.

## Hochwasserrückhaltebecken Stregda
Das Rückhaltebecken südlich von Stregda wurde in zwei Bauabschnitten in den Jahren 2004 und 2005 errichtet. Der Damm ist maximal 4,70 Meter hoch und hat an seiner Krone eine Länge von 200 Metern. Die maximale Stauhöhe beträgt drei Meter. Damit können in dem Becken 35 Millionen Liter Wasser auf einer Fläche von 2,83 Hektar gestaut werden. Unter Förderung des Freistaates Thüringen wurden etwa 380.000 Euro investiert.